# Maria Rosa (pel·lícula de 1916)
Maria Rosa és una pel·lícula muda nord-americana basada en l'obra d'Àngel Guimerà. Va ser dirigida per Cecil B. DeMille i protagonitzada per Geraldine Farrar i Wallace Reid. Es tracta de la primera pel·lícula en la qual va participar Farrar, en aquell moment una gran diva de l'òpera, tot i que al final la productora va decidir estrenar primer Carmen. Es va estrenar el 8 de maig de 1916.

## Argument
Andrés i el seu amic Ramon estan enamorats de Maria Rosa. Quan ella escull Andrés, Ramon mata un pescador però s'ho manega per a que acusin Andrés de l'assassinat. Aquest acaba a la presó i Maria Rosa, en comptes d'acceptar la proposta de matrimoni de Ramon declara que esperarà l'alliberament d'Andrés.
Determinat a aconseguir-la, Ramon entrega a Maria Rosa una carta falsa que suposadament prové de la presó en la que s'explica que Andrés ha mort. Maria Rosa s'ho creu i acaba acceptant casar-se amb Ramon, però el dia del casament, Andrés és alliberat i es presenta davant de Maria Rosa. En veure el seu amant pren consciència de la manca d'escrúpols de Ramon, per la qual cosa, quan troba l'oportunitat d'estar sola amb el seu promès, el mata. Quan els convidats s'apressen a ajudar-lo, Ramon, penedit, just abans de morir, afirma que la seva ferida ha estat un accident que s'ha fet tot sol, permetent així que Andrés i Maria Rosa es puguin casar.

## Repartiment
- Geraldine Farrar (Maria Rosa)
- Wallace Reid (Andres)
- Pedro de Cordoba (Ramon)
- James Neill (el capellà)
- Ernest Joy (Carlos)
- Horace B. Carpenter (Pedro)
- Anita King (Ana, l'esposa de Carlos)